# Napeogenes paedaretus
Napeogenes paedaretus är en fjärilsart som beskrevs av Frederick DuCane Godman och Osbert Salvin 1878. Napeogenes paedaretus ingår i släktet Napeogenes och familjen praktfjärilar. Inga underarter finns listade i Catalogue of Life.